# Vako-nana Tesserae
Le Vako-nana Tesserae sono una struttura geologica della superficie di Venere.